# 1,4-二硝基苯
1,4-二硝基苯（代号：p-DNB）又称对二硝基苯，是一种毒性很强的化学物质，主要出现于工业生产的粗制间二硝基苯中，其在有机化学工业中无直接应用。该物质具有一定爆炸性，第一次世界大战期间，俄国、德国、瑞士也曾用含有它的粗制间二硝基苯装填炮弹和水雷。

## 物理性质
对二硝基苯属单斜晶系，空间群为P21/n，其晶胞参数为：a=1.1137nm，b=0.5461nm，c=0.5684nm，β=92.22°，V=0.3454nm3，Z=2。一般条件下的对二硝基苯为无色针状结晶，密度1.625g/cm3，熔点174°C，103.591kPa下沸点299°C。
20°C下，对二硝基苯微溶于甲醇、乙醇、丙醇、二硫化碳和四氯化碳，可溶于苯、甲苯、氯仿及乙酸乙酯。随着温度上升，对二硝基苯的溶解度也会相应提高，如其在水中的溶解度会由20°C时的0.01g/cm3提升至100°C时的0.3g/cm3。

## 化学性质
对二硝基苯对浓酸稳定，但易与碱性化合物反应：强碱与其反应生成对硝基苯酚盐；氨与其反应生成对硝基苯胺；亚硫酸钠与其反应生成对硝基苯磺酸钠，利用该性质可分离不易与亚硫酸钠反应的间二硝基苯。此外，对二硝基苯还可在添加有叔丁醇钾的液氨中与多种含氰基或羰基的化合物反应，使其取代苯环上的一个硝基，形成硝基苯的对位衍生物。
对二硝基苯能够阻碍格氏试剂制备进程且可与之反应，生成硝基芳烃氧自由基阴离子和加成产物。该加成产物再与一单位烷基卤化镁反应并用次氯酸钠或DDQ处理即可得到加成上2个烷基的最终产物，而阴离子只需与DDQ或氧气反应即可重新生成对二硝基苯。对二硝基苯还能与其他烷基化试剂发生类似反应，生成多种环状加成产物。
对二硝基苯可在一定条件下与氢气反应生成对硝基苯胺和对苯二胺，在适当催化剂、载体及反应条件下可达到高于90%的转化率，使用镍-氧化铝配方，于168°C、氢气压力1.3MPa条件下反应5小时能够以约76%产率制得对硝基苯胺。对二硝基苯直接氢化制取对苯二胺则较为困难，其选择率一般低于54%。

## 制备工艺
使用硝硫混酸硝化硝基苯可以制得极少量的对二硝基苯，其产率一般低于3%，不同条件下制得的二硝基苯中异构体含量如下：
| 温度（°C） | 硝基苯质量（g） | 硫酸质量（g） | 硝酸质量（g） | 反应时间（h） | 熔点（°C） | 熔点（°C） | 二硝基苯产物比例（%） | 二硝基苯产物比例（%） | 二硝基苯产物比例（%） |
| ---------- | --------------- | ------------- | ------------- | ------------- | ---------- | ---------- | --------------------- | --------------------- | --------------------- |
| 温度（°C） | 硝基苯质量（g） | 硫酸质量（g） | 硝酸质量（g） | 反应时间（h） | 蒸馏前     | 蒸馏后     | 间位                  | 邻位                  | 对位                  |
| 124~129    | 246             | 900（98%）    | 284（88%）    | 0.75          | 79.9       | 80.4       | 85.7                  | 13.9                  | 0.4                   |
| 108~113    | 246             | 900（98%）    | 284（88%）    | 1.25          | 81.2       | 82.4       | 87.6                  | 10.2                  | 2.2                   |
| 90~100     | 246             | 900（98%）    | 284（88%）    | 1.5           | 80.0       | 81.1       | 87.0                  | 11.8                  | 1.2                   |
| 65~75      | 246             | 900（98%）    | 284（88%）    | 1.5           | 82.1       | 83.2       | 89.2                  | 8.7                   | 2.1                   |
| 65~69      | 246             | 1500（100%）  | 250 （发烟）  | 1.5           | 83.0       | 83.7       | 89.3                  | 7.7                   | 3.0                   |
| 25~29      | 246             | 1500（100%）  | 250 （发烟）  | 1.75          | 85.0       | 85.7       | 92.6                  | 5.0                   | 2.4                   |
| -5~5       | 246             | 1500（100%）  | 250 （发烟）  | 2             | 86.8       | 87.0       | 94.7                  | 3.5                   | 1.8                   |
| -17~-10    | 24.6            | 150（105%）   | 25 （发烟）   | 4             | 86.9       | 87.3       | 95.1                  | 2.5                   | 2.4                   |

使用亚硝酸和硝酸重氮化对硝基苯胺后再用氧化亚铜进行反应可制得较纯净对二硝基苯，使用过硫酸铵直接氧化对硝基苯胺也能取得类似效果。

## 爆炸性能
对二硝基苯的氧平衡为-95.2%，属负氧平衡炸药，其爆热为4605kJ/kg，爆压18.96GPa，爆速6500m/s。

## 毒性与危害
对二硝基苯经人体皮肤吸收后会引起发绀、头痛、乏力等症状，引发高铁血红蛋白症并导致肝肾损伤。急救时需立即给予吸氧支持并静脉注射亚甲蓝和维生素C的葡萄糖溶液，依病情发展还可额外注射地塞米松和促进脑细胞代谢药。
对二硝基苯对水生生物毒性极大，在对大型蚤的实验中，其24小时半数致死浓度仅0.98ppm，48小时半数致死浓度0.27ppm，属极毒品，其毒性大于邻二硝基苯，远超间二硝基苯及其他硝基苯的衍生物。